# 은하영
은하영{1990년 1월 1일(음력 1989년 12월) ~ }은 대한민국의 레이싱 모델이다.

## 학력
- 고등학교 2008년 2월 졸업

## 경력

### 레이싱모델 경력
- 2015년 - 넥센타이어 스피드레이싱 엔페라컵 GRBs 레이싱팀 모델
- 2014년 - 부산국제모터쇼 캐딜락 레이싱모델
- 2014년 - 국제 방송음향조명기기 전시회 퓨전아이오 모델
- 2014년 - CJ 헬로모바일 슈퍼레이스 챔피언십 레이싱모델

## 수상
- 2014년 - 슈퍼레이스 레이싱 모델 콘테스트 베스트포즈상